# Балтик (Охајо)
Балтик (енгл. Baltic) град је у америчкој савезној држави Охајо.

## Демографија
По попису из 2010. године број становника је 795, што је 52 (7,0%) становника више него 2000. године.
| Група             | 2000.       | 2010.       |
| Белци             | 732 (98,5%) | 781 (98,2%) |
| Афроамериканци    | 1 (0,1%)    | 5 (0,6%)    |
| Азијати           | 2 (0,3%)    | 1 (0,1%)    |
| Хиспаноамериканци | 1 (0,1%)    | 2 (0,3%)    |
| Укупно            | 743         | 795         |